# Libero Lossanti
Libero Lossanti (Bologna, 25 dicembre 1919 – Palazzuolo sul Senio, 15 giugno 1944) è stato un militare e partigiano italiano, medaglia d'oro al valor militare alla memoria.

## Biografia
Di famiglia antifascista (suo padre aveva subito, nel 1922, le violenze degli squadristi), Lossanti, conseguito il diploma di perito, aveva frequentato nel 1939 la Scuola allievi ufficiali di Potenza. Era quindi stato destinato, come ufficiale di complemento, a Zara. Nel 1943, raggiunto il grado di capitano, si trovava in licenza a Sasso Marconi, dove la sua famiglia era sfollata, quando fu annunciato l'Armistizio. Il giovane capitano si mise subito in contatto con i vecchi antifascisti del luogo, offrendosi di organizzare il movimento partigiano.
Con il nome di battaglia di "Lorenzini", Lossanti divenne ben presto popolare nella zona, tanto che il Comitato militare della resistenza bolognese lo incaricò di spostarsi con alcuni volontari nel bellunese, per dar vita ai primi nuclei della Divisione Garibaldi "Nino Nannetti". "Lorenzini" si trasferì poi nel vicentino, dove organizzò altri gruppi di partigiani. Sul finire del 1943, durante un massiccio rastrellamento nazifascista, Lossanti riuscì da solo, appostato su un poggio, a coprire, con raffiche di mitragliatrice, il ripiegamento dei suoi uomini. Per tutta la notte "Lorenzini" mantenne la posizione e al mattino, quando i tedeschi tornarono all'attacco, li costrinse a ripiegare. Solo allora, dopo aver buttato la mitragliatrice in un burrone, si sganciò per raggiungere i suoi uomini.
Spostatosi in Toscana, "Lorenzini" è nominato comandante della 36a Brigata Garibaldi (che nell'agosto del 1944 avrebbe assunto il nome di Alessandro Bianconcini, professore di violoncello fucilato dai fascisti). Il 13 giugno 1944, il capitano Lossanti compie con i suoi uomini un audace colpo di mano: assalta Palazzuolo sul Senio, ne disarma il presidio, distrugge lo schedario degli iscritti alla leva, distribuisce alla popolazione entusiasta i viveri accatastati nei magazzini.
La furibonda reazione nazifascista non si fa attendere, ma Lossanti non se l'aspetta così rapida. Mentre gli uomini della 36ª Brigata Garibaldi si ritirano secondo i suoi piani, il capitano si reca a Bibbiena per partecipare ad un'importante riunione di comandanti partigiani della zona. All'indomani, mentre sta raggiungendo con alcuni compagni la sede del suo Comando, cade nell'imboscata dei tedeschi. Spara, esaurisce le munizioni, si difende all'arma bianca, ma è catturato.
Nella motivazione della medaglia al valore a Lossanti è scritto tra l'altro: "[...] sopportava con fierezza martirii ed oltraggi rifiutando di togliersi dal collo la fiammeggiante cravatta garibaldina e, con lo scempio del suo corpo, affrontava eroicamente la morte."
Dopo la Liberazione, uno dei viali di Bologna è stato intitolato a Libero Lossanti.